# Блуфи
Блу̀фи (на италиански: Blufi, на сицилиански Malupassu, Малупасу) е село и община в Южна Италия, провинция Палермо, автономен регион и остров Сицилия. Разположено е на 726 m надморска височина. Населението на общината е 1094 души (към 2010 г.).